# Karl Amadeus Hartmann
Karl Amadeus Hartmann (Múnich, 2 de agosto de 1905 - 5 de diciembre de 1963) fue un compositor alemán, conocido principalmente por su labor difusora de la música de su tiempo y por sus obras orquestales, especialmente sus sinfonías.

## Biografía
Hartmann estudió con Robert Haas en la Academia de Múnich (1924-27), fue alumno de Hermann Scherchen, quien tuvo una influencia decisiva en su posterior desarrollo. Durante el régimen nazi, se retiró de la vida musical germana y no permitió que sus obras se interpretaran en su país, a pesar de que en el extranjero iba ganando fama.
En 1933 su Concertino fue estrenado en Estrasburgo y dos años después la sinfonía Miserae se presentó en el festival ISCM en Praga. El primer cuarteto para cuerdas recibió el primer premio en la competencia Carillon de Ginebra de 1936. Un año más tarde la cantata Friede-Anna 48 recibió una distinción en Viena y en 1939 la sinfonía L’Oeuvre fue estrenada en Lieja. Al año siguiente el Concerto fúnebre fue estrenado en St. Gall. Sin embargo, todas estas obras fueron retiradas por Hartmann después de estudiar entre 1941 y 1942 con Webern.
Inmediatamente terminada la guerra, Hartmann fundó la serie de conciertos Musica Viva en Múnich, un proyecto que rápidamente tuvo resonancia internacional y que estableció el modelo para muchas empresas similares. No fue hasta el estreno en Darmstadt de la Symphonische Ouverture (otra partitura posteriormente retirada) en 1947, que Hartmann comenzó a tener una reputación en Alemania como compositor. Varios premios se sucedieron entre 1950 y 1962, tanto en Alemania como en el extranjero.

## Influencias en su música
Hartmann no siguió ningún sistema o escuela particular, tampoco fue profesor. Su individualidad se desarrolló a partir de variadas fuentes. Hay lazos con Anton Bruckner en la amplitud de sus planes sinfónicos y también una tendencia hacia Mahler en las obras precedentes a la Primera sinfonía (1937). Sus afinidades con Max Reger fueron más obvias, sobre todo en la rítmica marcada, en los temas fugados neobarrocos y en la ocasional densidad sonora.
Otros elementos importantes sobre su estilo provienen de Stravinski y Bartók. Aunque Webern fue uno de sus maestros, no tuvo una influencia inmediata sobre la música de Hartmann. No obstante su ejemplo afectó la preocupación de Hartmann por el detalle. Una última influencia provino de Blacher. Pero Hartmann no imitó a estos modelos ni fue un ecléctico. Más que nada los empleó como estímulos creativos combinándolos con cierta independencia.